# Rue de l'Abbaye-d'Ainay
La rue de l'Abbaye-d'Ainay ou rue de l'Abbaye est une voie du quartier d'Ainay dans le 2e arrondissement de Lyon, en France. 

## Situation et accès
D'orientation nord-sud, elle a comme tenants l'impasse Catelin au nord, qu'elle prolonge, et au sud la rue Bourgelat, perpendiculairement. Elle croise, également perpendiculairement, la rue Jarente puis la place d'Ainay dont elle constitue le flanc oriental, le long de l'abbatiale dite basilique Saint-Martin d'Ainay. 
Le site est desservi par la station Ampère - Victor Hugo de la ligne A du métro de Lyon.

## Odonymie
Si le nom d'« abbaye » ne fait pas difficulté et reflète la présence de l'ancienne abbaye d'Ainay dont il reste l'abbatiale érigée en basilique sous le vocable de Saint-Martin, l'origine du mot Ainay, qui donne son nom au quartier, à la place et à la rue est moins consensuel chez les auteurs de dictionnaires d'odonymes. Louis Maynard cite une origine latine, Athanatum ou Athanacum, qui aurait désigné ce territoire au Moyen Âge, en reprenant «  quelques auteurs » ayant supposé que des exilés grecs « dans des temps fort reculés » y auraient fondé une académie, un « athénée », en grec ; ou bien que le mot dériverait de naos, temple en grec, avec le préfixe e-, « vers » pour un nom complet enay que l'on retrouve dans les vieux textes relatifs à Ainay, nommée Enay ou Esnay. Maynard cite d'autres origines sans trancher. Maurice Vanario indique simplement l'ancien monastère bénédictin éponyme.
L'historien Robert Turcan, cité notamment par Jean-François Reynaud et alii, conforte Allmer et rapproche effectivement Ainay du mot Attianacus. Si Athanacum désigne bel et bien le quartier actuel, et cité notamment comme tel par Grégoire de Tours au VIe siècle, le mot Athanacum ne saurait dériver d'Athenaeum rattaché à la présence d'un athénée, mais plutôt de l'évolution de la prononciation entre Attianacum et Athanacum, le double -tt- précédant un yod se transformant en dentale expirée -th-. Ainsi, il reflète plutôt un nom de domaine d'Attianus, ou « terrain d'Attianus », qu'on retrouve comme estampilles sur des poteries antiques lyonnaises, possiblement un de ces négociants qui peuplaient le sud de la presqu'île actuelle, dite quartier de Canabae, du nom de ces entrepôts. 

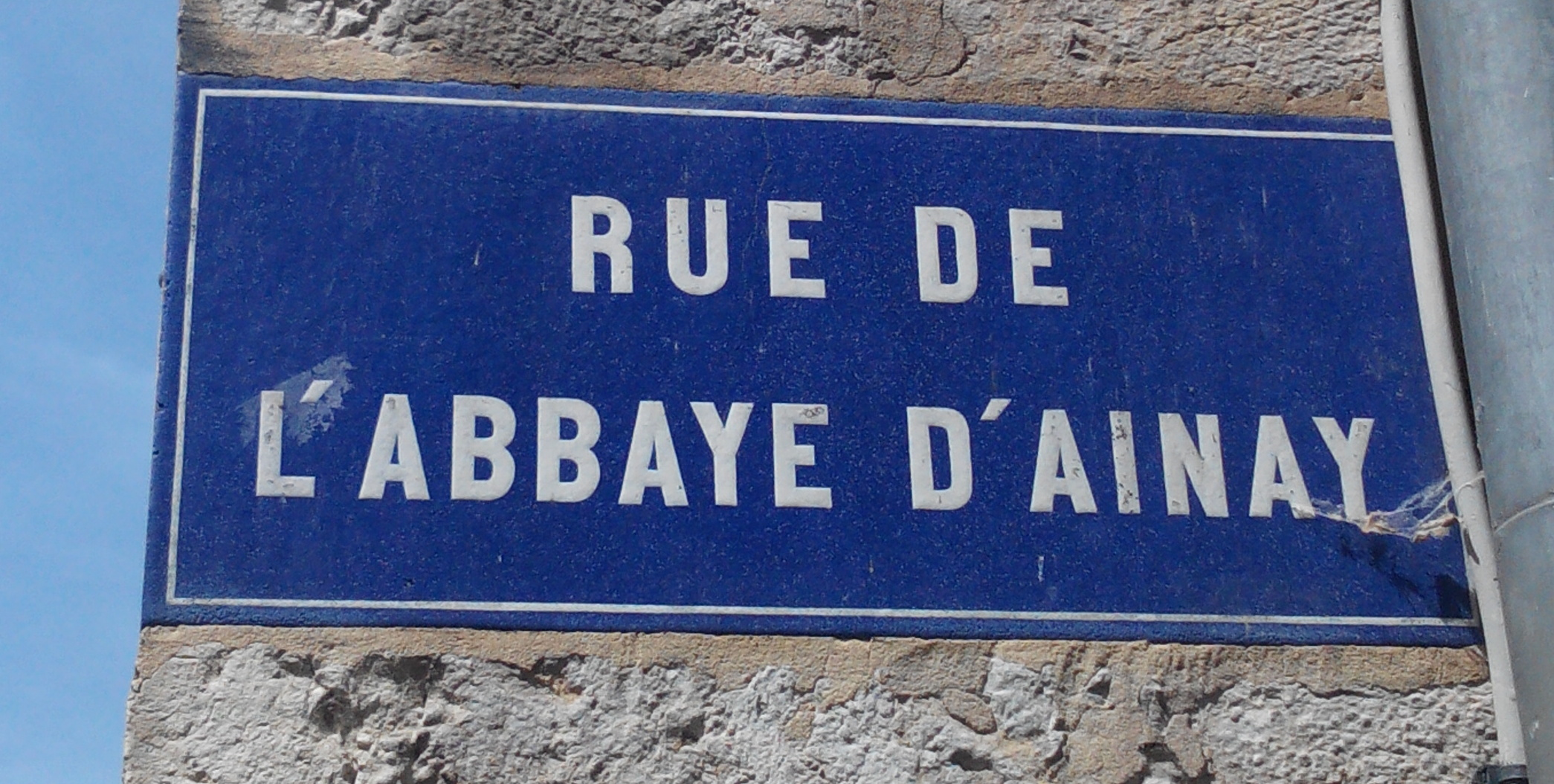
Plaque de rue en 2019.
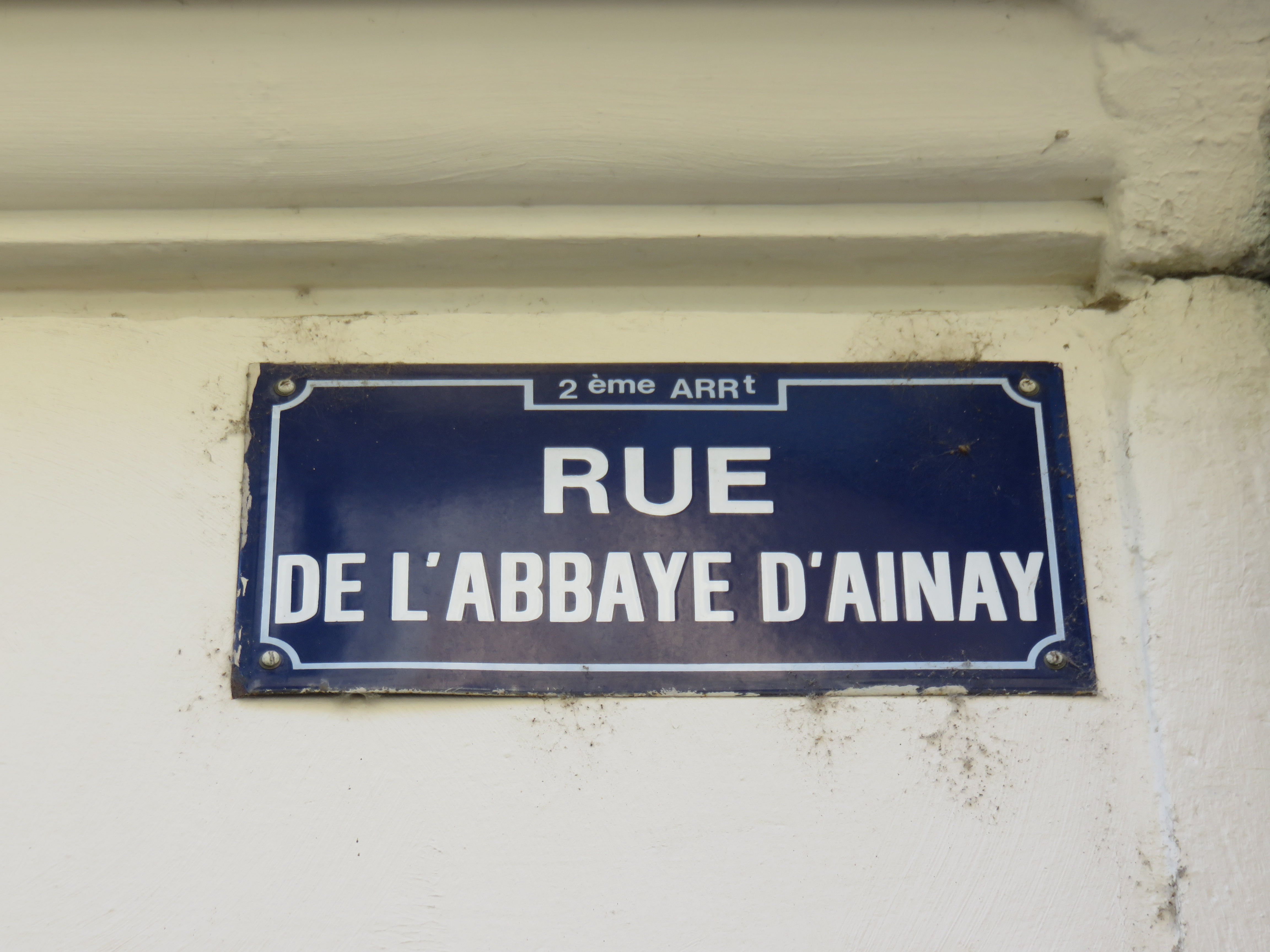
Plaque de rue en 2019.
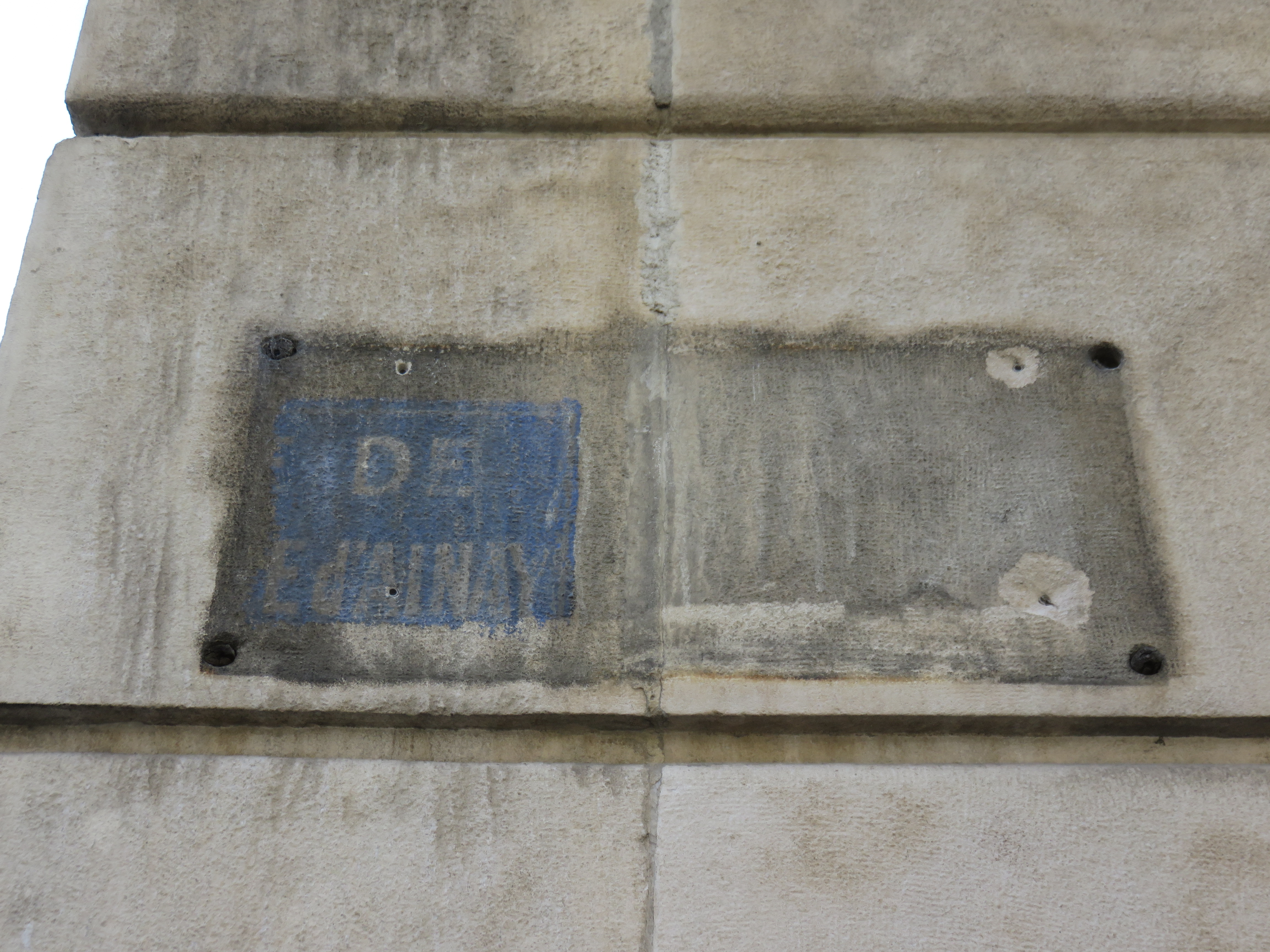
Plaque de rue avec lettres manquantes en 2019.

## Histoire
Selon les auteurs, la voie actuelle est ouverte en 1789,, voire en 1793. Elle recouvre en partie l'ancien cloître de l'abbaye et le logis abbatial dont des éléments se trouveraient encore en place dans l'école primaire.

## Description
Au nord, au numéro 1, se trouve l'annexe du collège Jean-Monnet. Elle borde ensuite, à l'est, l'association Adélaïde-Perrin avant d'aboutir sur la place de l'Abbaye-d'Ainay où se trouve la basilique, puis se poursuit sur quelques mètres pour arriver sur la rue Bourgelat. Les numéros pairs, de 10 à 18 sont des immeubles d'habitations.

### La basilique Saint-Martin d'Ainay
La rue ne borde pas à proprement parler la basilique (qui donne sur la place de l'Abbaye-d'Ainay), mais celle-ci lui donne son nom, comme seul reliquat de l'ensemble abbatial qui comprenait de nombreux bâtiments. La basilique date du XIIe siècle. À la fin du XVIIe siècle, le monastère disparaît et l'église et les bâtiments restants incombent à un chapitre séculier en 1685. Entre 1723 et 1769, le chapitre décide de faire lotir les pourtour du tènement pour valoriser les terrains. L'église devient paroissiale et, le 27 janvier 1780, perd le titre d'abbatiale. En 1905, elle est érigée en basilique.

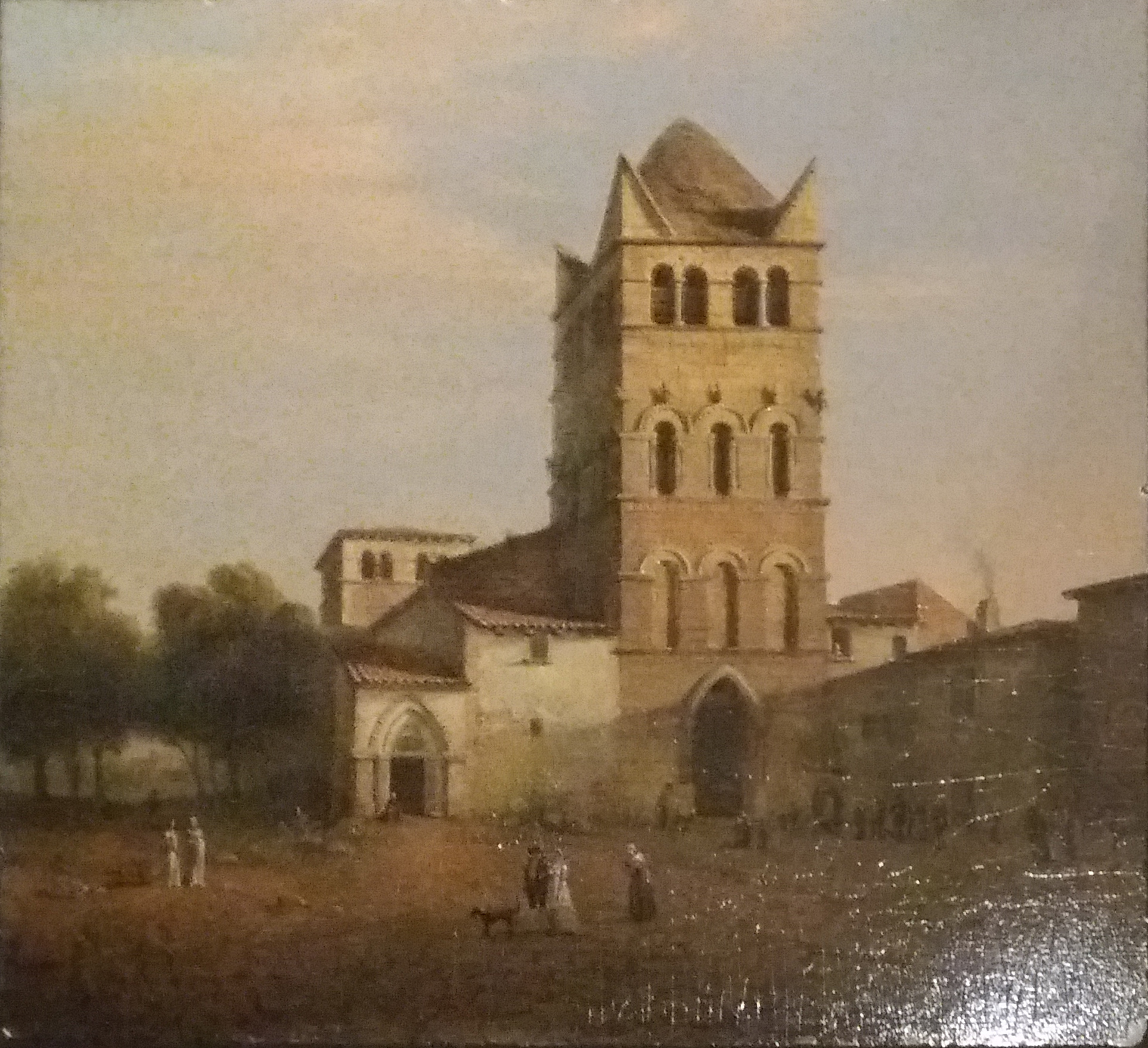
La basilique par Jean-Michel Grobon, peinte en 1803.
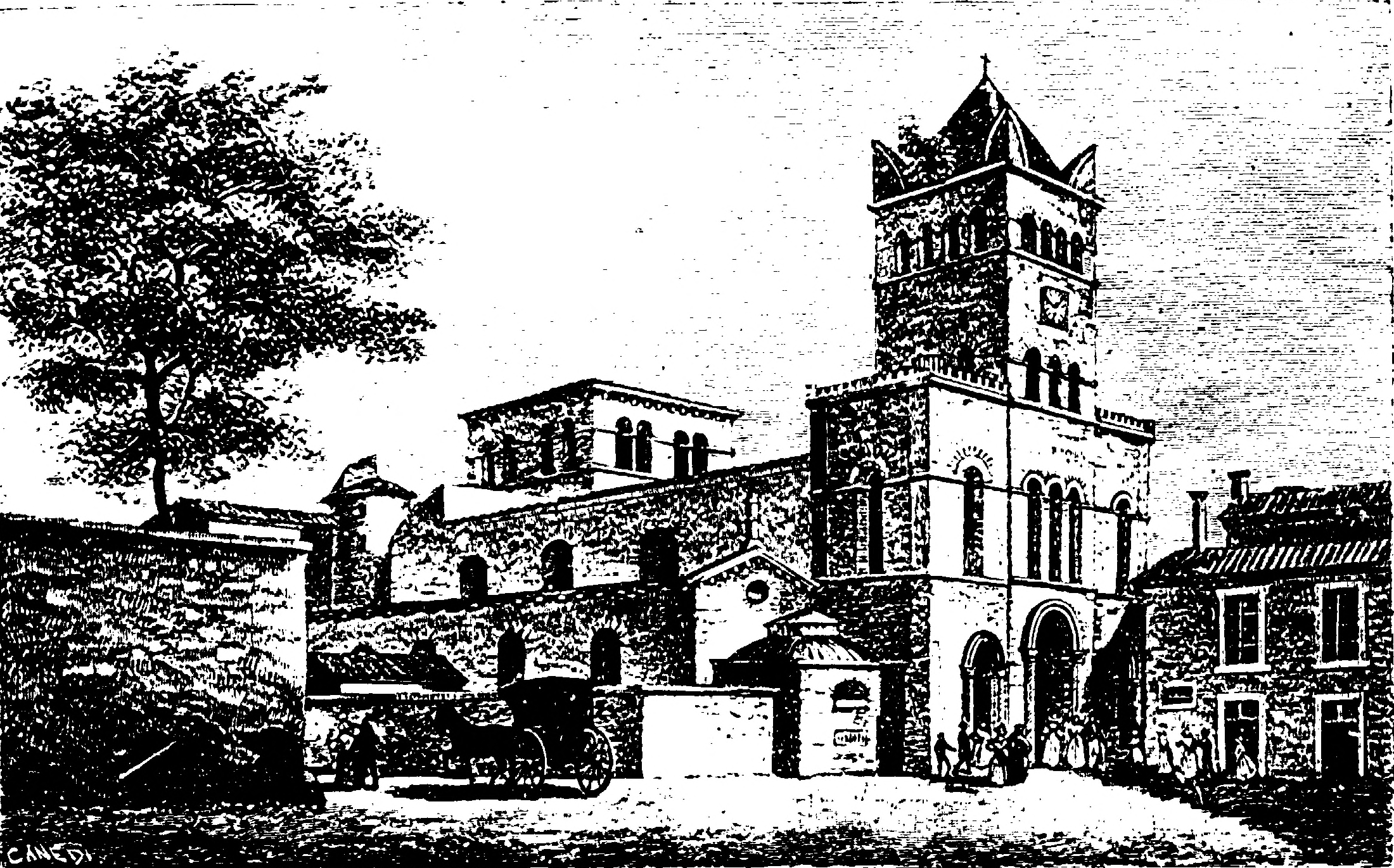
Illustration de la basilique « à la fin du Moyen Âge » dans Les traditions d'Ainay de Florent Dumas publié en 1886.

## Galerie

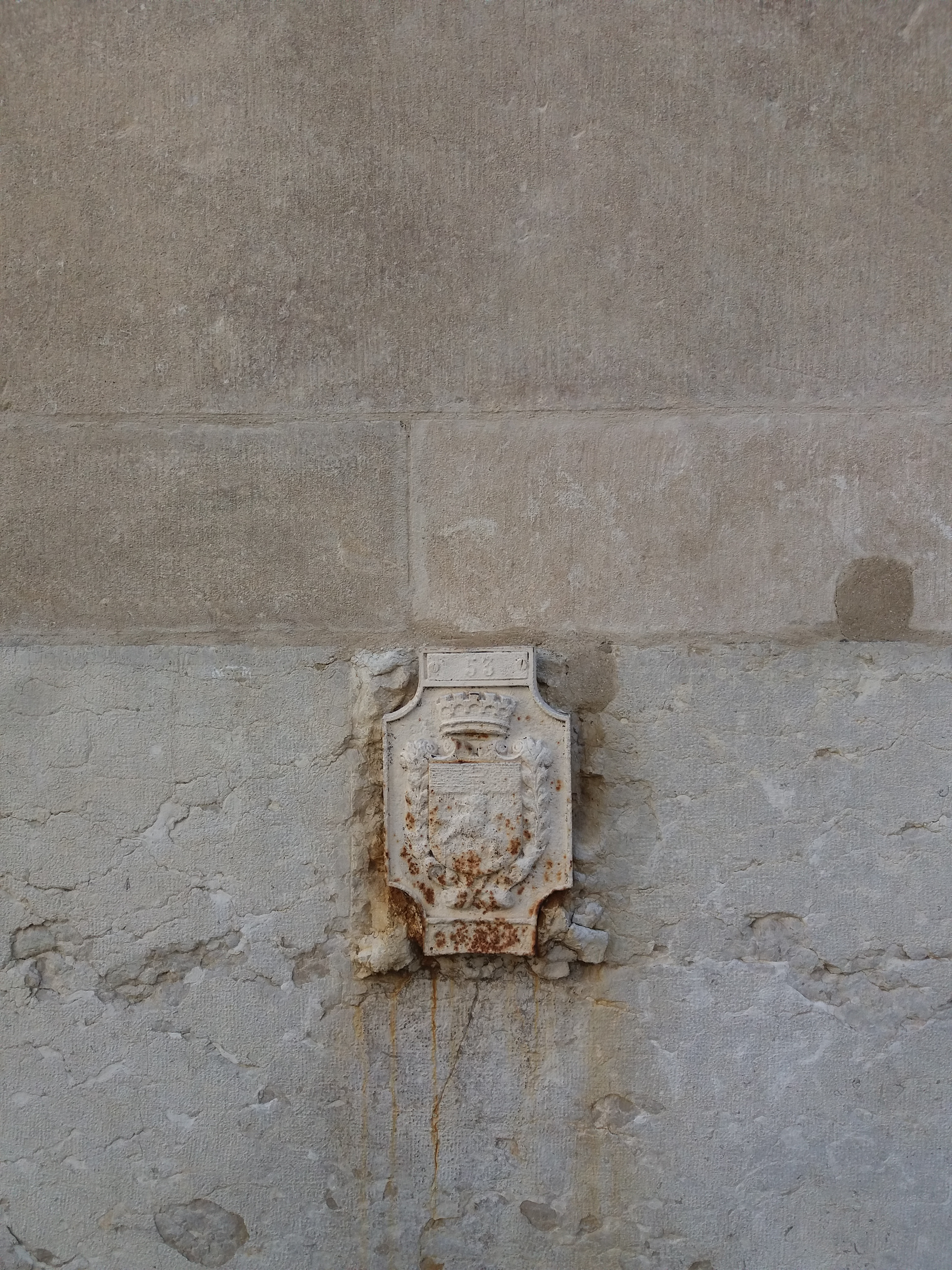
Borne de nivellement n°53.
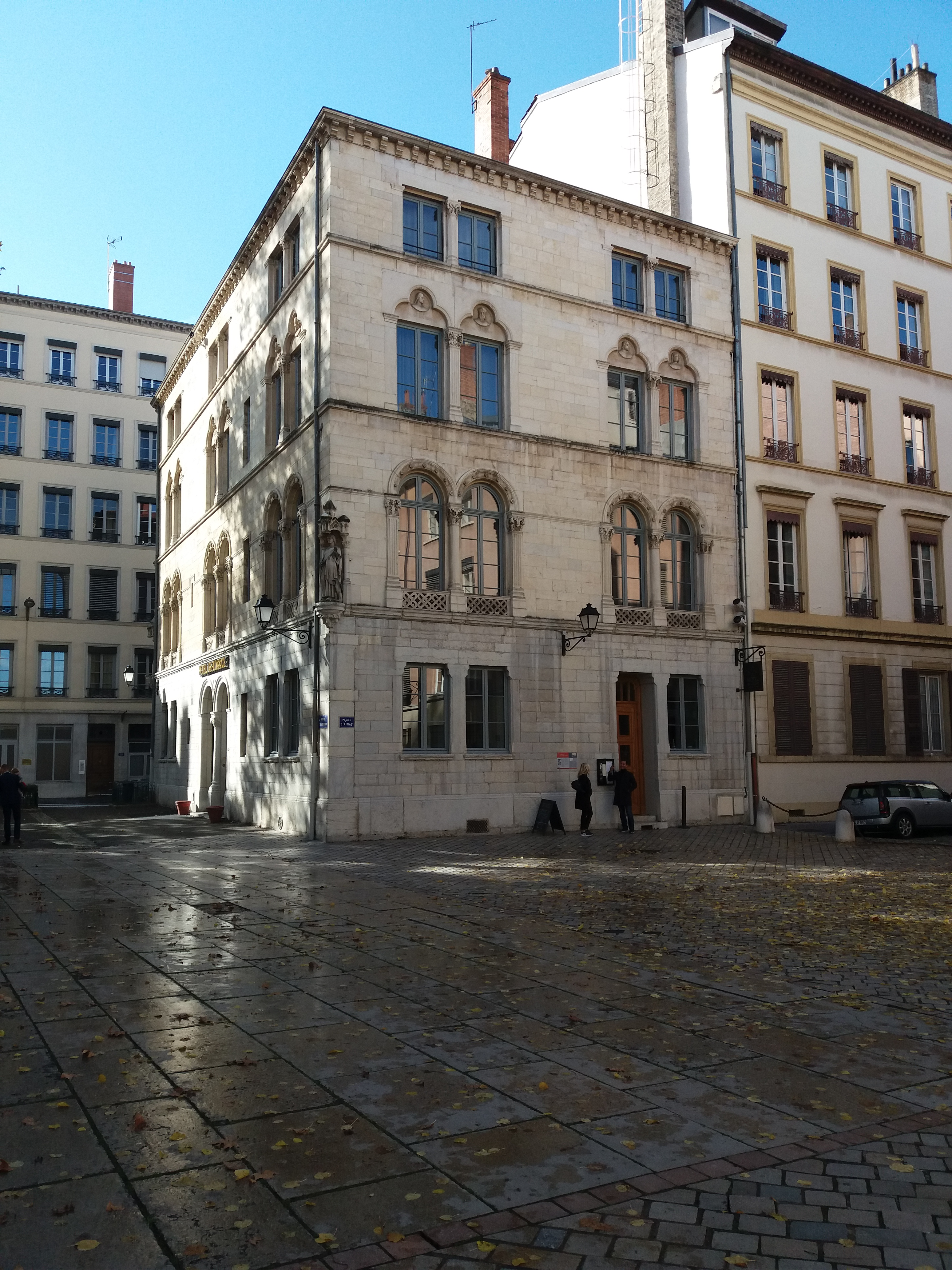
Vue de l'extrémité sud de la rue (sur la gauche), vers le sud-ouest. L'espace dallé au premier plan est le parvis de la basilique et la place de l'Abbaye-d'Ainay.